# Miești
Miești – wieś w Rumunii, w okręgu Aluta, w gminie Cungrea. W 2011 roku liczyła 164 mieszkańców.